# Vickers Vanox
Il Vickers Vanox fu un biplano realizzato dalla britannica Vickers-Armstrongs sul finire degli anni venti; progettato con l'intenzione di sostituire i Vickers Virginia e gli Handley Page Hyderabad nel ruolo di bombardieri nelle file della Royal Air Force, malgrado una lunga fase di sviluppo non ebbe il successo sperato e non superò lo stadio di prototipo.

## Storia del progetto
Le origini del progetto del Vanox risalgono ai primi mesi del 1927: a quell'epoca il reparto di progettazione della Vickers-Armstrong (sotto la guida di Reginald K. Pierson) stava lavorando autonomamente ad un erede del Virginia, entrato in servizio tre anni prima. In contemporanea la medesima intenzione animava anche l'Air Ministry e, secondo alcuni in modo non del tutto casuale, il costruttore britannico decise di sottoporre il proprio progetto alle autorità aeronautiche "per commenti".
Per quanto non sia dato sapere quanta influenza abbia avuto tale iniziativa sulle autorità, il 17 agosto di quello stesso anno l'Air Ministry emise la specifica n° B.19/27 invitando le aziende Avro, Bristol, Fairey, Handley Page, Hawker e Vickers-Armstrongs a presentare una proposta per un nuovo bombardiere.
La richieste formalizzate dalle autorità contemplavano la realizzazione di un velivolo dalla struttura interamente metallica, in grado di trasportare un carico bellico di almeno 2 200 lb (998 kg) difeso da tre postazioni dotate di mitragliatrici Lewis. Le prestazioni richieste riguardavano la velocità massima a pieno carico di almeno 120 mph (193 km/h), la capacità di operare alla quota massima di 10 000 ft (3 050 m) con un'autonomia di almeno 930 mi (poco meno di 1 500 km). Inoltre l'aereo avrebbe dovuto avere una corsa di decollo a pieno carico non superiore a 200 yd (183 m) ed una velocità all'atterraggio che non eccedesse le 55 mph (poco meno di 89 km/h).
Inizialmente la richiesta vincolava il progettista anche all'impiego di due motori radiali Bristol "Orion" (variante turbocompressa dello Jupiter) ma tale requisito fu presto rimosso e sostituito dalla più generica indicazione di utilizzare motori prodotti da un'azienda britannica.
Il progetto presentato dalla Vickers, la cui denominazione di fabbrica era Type 150 e che si discostava solo marginalmente da quello già esposto all'Air Ministry, superò la prima fase della competizione e ottenne l'ordine di costruzione di un prototipo, unitamente ai lavori proposti dalla Handley Page e dalla Fairey. Dotato di una coppia di motori Rolls-Royce F.XIV, l'aereo venne portato in volo per la prima volta il 30 novembre del 1929.
Il Type 150, identificato anche come Vickers B.19/27 dal numero della specifica da cui aveva avuto origine, venne quindi consegnato alle autorità militari, nel marzo del 1930, presso la base RAF Martlesham Heath per le prove comparative; il 29 di giugno fu messo in mostra durante l'annuale manifestazione svolta presso l'aeroporto situato nel sobborgo londinese di Hendon mentre a partire dal 28 agosto fu affidato all'Aeroplane and Armament Experimental Establishment per le prove di bombardamento. In questa sede l'aereo incontrò la pressoché generale disapprovazione dei piloti destinati alla sua valutazione che lamentarono considerevole carenza di stabilità in volo; malgrado la Vickers negasse risolutamente la presenza di problemi, un incidente (occorso il 9 ottobre e causato dal malfunzionamento dei motori) costrinse a riportare in fabbrica il velivolo per le riparazioni necessarie, cui si aggiunsero numerose modifiche rispetto alla configurazione iniziale secondo le richieste pervenute dai piloti collaudatori.
Modificato nel disegno delle ali, dotato della più recente versione del motore F.XIV (ora denominato "Kestrel") ed irrobustito nella struttura della fusoliera, il bombardiere della Vickers tornò ai reparti di sperimentazione con una nuova designazione: alla nuova numerazione di fabbrica, ora mutata in Type 195 venne affiancato il nome commerciale "Vanox" che non venne tuttavia accettato dall'Air Ministry che mantenne invariato il riferimento alla specifica originale. I risultati ottenuti mediante le modifiche apportate al velivolo non determinarono radicali miglioramenti del comportamento dell'aereo, i cui problemi di stabilità in volo  perdurarono pressoché invariati, in questo caso riconosciuti anche dalla casa costruttrice.
Visti i vari problemi che assillavano anche gli altri velivoli in competizione per la specifica "B.19/27" i progettisti della Vickers non si diedero per vinti ed effettuarono una nuova revisione progettuale del modello rivedendo nuovamente il disegno delle ali; in questa occasione, come disposto dall'Air Ministry, si provvide anche a sostituire i motori: l'annuncio effettuato dalla Rolls-Royce riguardante la necessità di prolungare i tempi di sviluppo del motore Kestrel portò alla decisione di utilizzare due radiali Bristol Pegasus nella versione IM3.
In questa terza configurazione il Vickers B.19/27 tornò, nell'estate del 1932, di nuovo presso lo "Aeroplane and Armament Experimental Establishment" per proseguire le prove di volo; malgrado questa volta l'aereo fosse riuscito a soddisfare tutti i requisiti previsti e la manovrabilità fosse decisamente migliorata, le valutazioni espresse nei suoi confronti mantennero ancora elementi di criticità evidenziati dal navigatore/bombardiere durante le operazioni di puntamento e, più in generale, nella insoddisfacente configurazione delle postazioni dell'equipaggio.
Durante il periodo di valutazione nei reparti, il processo evolutivo dell'aereo proseguì con una nuova revisione della conformazione delle ali (che determinò l'incremento della superficie complessiva di entrambi i piani) e con l'inserimento di un serbatoio supplementare di carburante. Così ulteriormente modificato, l'aereo venne ridenominato Type 255 e nuovamente trasferito a Martlesham a disposizione delle autorità.
All'epoca però i contratti relativi alla specifica B.19/27 erano già stati assegnati a favore dei concorrenti Fairey Hendon e Handley Page Heyford.

## Tecnica

### Cellula
Conformemente a quanto indicato dalla specifica d'origine, il Vickers B.19/27 era un biplano bimotore dalla struttura interamente metallica; la lunga fusoliera, di sezione rettangolare ospitava i quattro membri dell'equipaggio in tre diverse postazioni completamente scoperte: due, alle estremità anteriore e posteriore del velivolo, erano destinate ai mitraglieri mentre la cabina di pilotaggio, a posti affiancati, era nella zona anteriore.
La velatura era di tipo sesquiplana e le ali erano dotate di profilo alare del tipo "RAF 34". Il piano alare inferiore era collegato direttamente alla fusoliera mentre quello superiore era posizionato alto "a parasole", collegato alla fusoliera mediante una struttura tubolare metallica. I due piani alari erano tra loro collegati tramite due coppie di montanti per ogni semiala; il montante interno era costituito da una struttura di tre tubi e sosteneva le gondole dei motori, sporgenti in avanti rispetto al bordo d'entrata dell'ala. Come in uso all'epoca, cavetti metallici disposti diagonalmente integravano la struttura. Le semiali, a partire da circa un terzo della loro apertura complessiva, assumevano angoli positivi sia di freccia che di diedro.
Il disegno dell'ala fu sottoposto, nel corso dello sviluppo del modello, a revisioni frequenti: in particolare il diedro delle ali venne dapprima incrementato (da 3° a 3,5°), poi ridotto in due diverse occasioni (prima a 2° e poi a 1,5°) nel tentativo di fare fronte ai persistenti problemi di instabilità evidenziati in volo. Il riscontro di risultati positivi, per quanto ancora il problema non fosse stato eliminato del tutto, portò ad intervenire sull'angolo di freccia delle ali che fu, a sua volta, considerevolmente ridotto (da 12° a 7°). Ottenuto, alla fine, un buon comportamento in volo (sperimentato anche attraverso accurati risultati delle prove di bombardamento) la Vickers sottopose ad un'ulteriore serie di modifiche l'ala del Vanox, in particolare ampliandone di 9 ft. (2,7 m.) l'apertura complessiva con l'aggiunta di un terzo montante per ciascuna semiala.
L'impennaggio era di tipo biplano ed era disposto anteriormente al cono terminale di coda che ospitava la postazione del mitragliere; anche in questo caso il piano inferiore era direttamente connesso alla fusoliera mentre quello superiore risultava controventato ed anche in questo caso la struttura veniva irrobustita con il ricorso a cavetti metallici; anche il disegno dell'impennaggio subì modifiche (per quanto marginali) durante il minuzioso lavoro di ricerca delle cause dell'instabilità in volo del Vanox.
Il carrello d'atterraggio era di tipo fisso, con configurazione tricicla posteriore: le gambe anteriori erano ammortizzate con elementi monoruota ed erano disposte al di sotto del piano alare inferiore in corrispondenza delle gondole dei motori. A partire dalla configurazione identificata come "Type 195" le ruote vennero spostate leggermente all'indietro ed avvolte da una carenatura a goccia. Al posteriore, in modo insolito per l'epoca, era presente un ruotino d'appoggio.

### Motore
Al momento della stesura del progetto da sottoporre all'Air Ministry in risposta alla specifica B.19/27, l'ufficio tecnico della Vickers si produsse in un triplice lavoro: da un lato vennero predisposte due varianti per un biplano, di cui una equipaggiata con i motori Bristol Orion (come indicato inizialmente tra i requisiti del nuovo bombardiere) ed una dotata di motori Bristol Mercury, mentre un terzo progetto riguardava un monoplano per il quale era prevista l'adozione di motori Bristol Jupiter.
I colloqui preliminari con le autorità aeronautiche, risalenti ai primi giorni di agosto del 1928, condussero alla scelta (radicalmente diversa) dei motori a V "Rolls-Royce F" (all'epoca nella variante "XIV"); questo motore, che negli anni successivi avrebbe acquisito la denominazione "Kestrel", si caratterizzava per essere il primo motore britannico realizzato con la tecnica del monoblocco e per la pressurizzazione del circuito di raffreddamento.
Il protrarsi nel tempo della fase di sviluppo del Kestrel condizionò le prove di volo del Vanox, comportando anche due incidenti fortunatamente non fatali per gli equipaggi, ed alla fine fece propendere per il ritorno ad una soluzione con motori radiali nelle ultime configurazioni dell'aereo: nel maggio del 1932 infatti la Vickers e l'Air Ministry decisero di installare sul Vanox due radiali Bristol Pegasus.

## Impiego operativo
Scartato per il ruolo di bombardiere per il quale era stato progettato il Vickers Vanox non ottenne ordini di produzione in serie e non superò lo stato di prototipo; il singolo velivolo (con codice identificativo militare "J9131") venne utilizzato da diverse istituzioni militari, prevalentemente per testare armamenti.
Il Vanox finì la sua carriera nel Royal Aircraft Establishment presso il quale fu utilizzato per la sperimentazione di tecniche di rifornimento in volo; l'ultima uscita pubblica fu registrata nel 1937 durante una dimostrazione di rifornimento in volo di un Boulton & Paul Overstrand.

### Annotazioni
1. ↑  l'aereo era afflitto dal fenomeno, all'epoca sconosciuto, del "rollio olandese" (in lingua inglese, Dutch roll)
2. ↑  in lingua inglese: gheppio.

### Fonti
1. ↑  Andrews, 1968, p. 271.
2. 1 2 3 4 5 6 7 8 9 10 11 12 13  Andrews, 1968, p. 211.
3. 1 2  Mason, 1994, p. 254.
4. 1 2  Mason, 1994, p. 255.
5. 1 2 3  Mason, 1994, p. 256.
6. 1 2 3  Mason, 1994, p. 259.
7. 1 2 3 4 5 6  Andrews, 1968, p. 212.
8. 1 2 3  Mason, 1994, p. 262.
9. 1 2 3 4 5 6  Mason, 1994, p. 263.
10. 1 2  Mason, 1994, p. 260.
11. 1 2 3  Mason, 1994, p. 261.
12. 1 2 3 4  Mason, 1994, p. 257.

### Pubblicazioni
- (EN) Day & Night Bombers, in Flight, Sutton, Surrey - UK, Reed Business Information Ltd., 27 giugno 1930. URL consultato il 18 agosto 2015.